# Ellaphie Ward-Hilhorst
Johanna Ellaphie Ward-Hilhorst (* 10. Juli 1920 in Pretoria, Transvaal; † 30. Juni 1994 in Kapstadt) war eine südafrikanische botanische Künstlerin.

## Leben
Ward-Hilhorst wurde in Pretoria geboren und ausgebildet. Von 1933 bis 1937 absolvierte sie die Pretoria High School for Girls. 1939 nahm sie eine Stelle als Kartenzeichnerin in der Vermessungsabteilung der Goldminen von Witwatersrand an. 1946, nach dem Ende des Zweiten Weltkriegs, reiste sie in die Niederlande, um unter der Anleitung ihres Onkels Gerhardus Hilhorst (1886–1957), der ein angesehener Naturmaler war, ein einjähriges Studium in Aquarellmalerei zu absolvieren. Danach kehrte Ward-Hilhorst nach Kapstadt zurück, wo sie heiratete und bis zu ihrer Pensionierung im Jahr 1973 als freischaffende Werbegrafikerin tätig war. 
Ward-Hilhorst hegte ein großes Interesse an Pelargonien, was zu dem Vorhaben führte, alle zu der Zeit bekannte Arten dieser Gattung zu illustrieren. Ein Ziel, das sie fast erreicht hatte. Mitte der 1970er begann die Zusammenarbeit mit Johannes Jacobus Adriaan van der Walt und Pieter Vorster, die zusammen mit ihren Mitarbeitern an der Universität Stellenbosch eine umfassende taxonomische Studie über die Gattung Pelargonium durchführten. Das Ergebnis dieses Projekts war das von Ward-Hilhorst illustrierte dreibändige Werk Pelargoniums of Southern Africa, das zwischen 1977 und 1988 veröffentlicht wurde. 
Viele andere Botaniker arbeiteten mit Ward-Hilhorst zusammen und es folgten eine Reihe von Publikationen, die von ihr illustriert wurden, darunter Schriften über die Gattungen Sarcocaulon, Haemanthus, Rhus, Plectranthus, Hessea, Strumaria sowie Gasteria.
Ihre gesamte Sammlung von Pelargonien-Tafeln, 314 Aquarelle und 160 Bleistiftskizzen, wurde 1989 von der Brenthurst Library in Johannesburg erworben. 
24 Jahre lang war Ward-Hilhorst als botanische Künstlerin tätig und schuf fast 800 Pflanzenporträts, die meisten davon als Aquarelle, der Rest als Strichzeichnungen. Ihre Gemälde wurden im Hunt Museum for Botanical Documentation in Pittsburgh (USA), dem South Africa House in London, der Everard Read Gallery in Johannesburg oder auf dem StandardBank Festival of the Arts ausgestellt.
Neben 42 Tafeln, die in der Reihe Flowering Plants of Africa veröffentlicht wurden, verfasste sie auch zahlreiche Beiträge in den Fachzeitschriften Bothalia, South African Journal of Botany, Veld & Flora und Aloe.

## Auszeichnungen und Dedikationsnamen

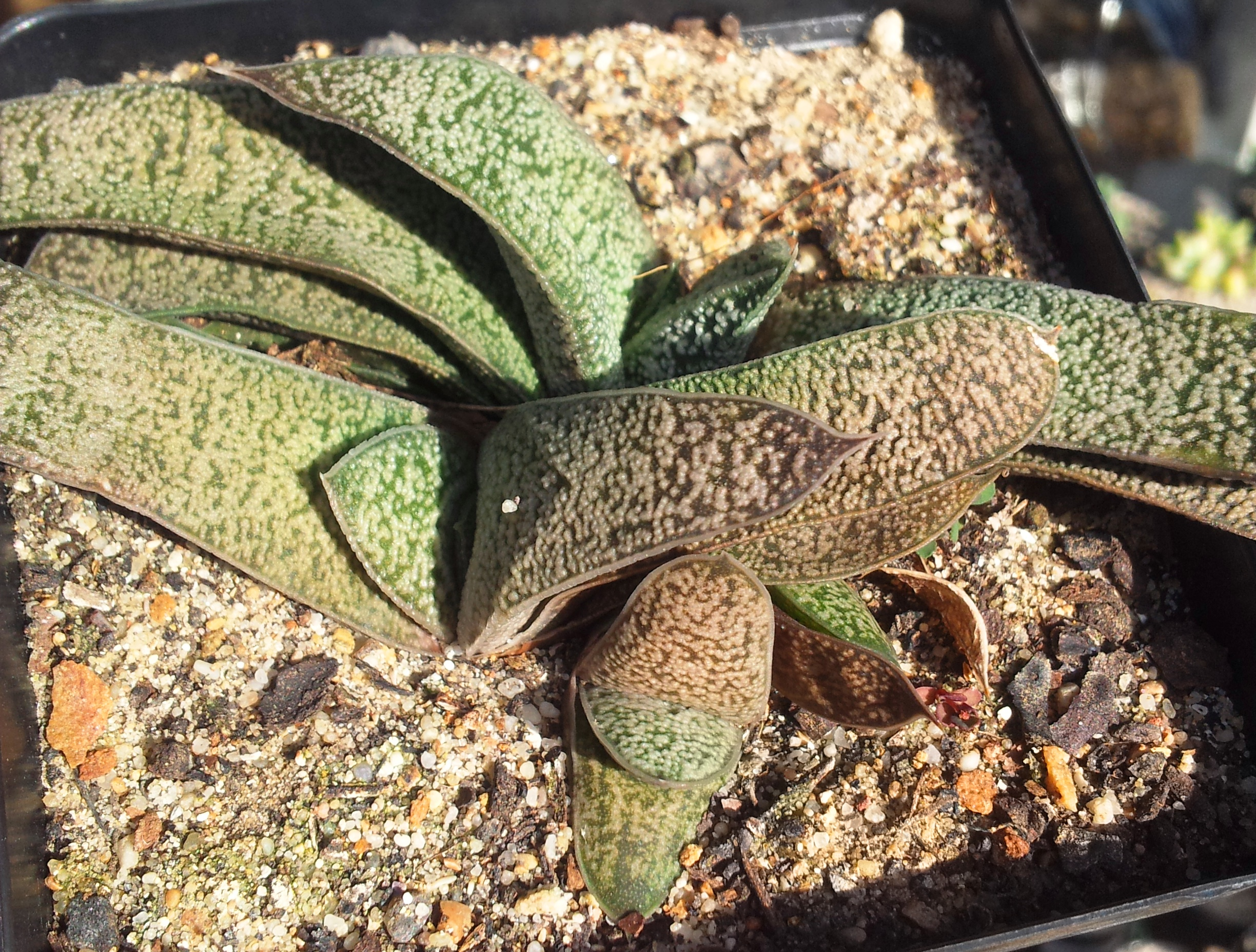
Gasteria ellaphieae wurde Ellaphie Ward-Hilhorst zu Ehren benannt

Die Botanical Society of South Africa zeichnete sie 1988 mit der Cythna-Letty-Goldmedaille aus, die South African Association of Botanists verlieh ihr das Certicate of Merit für ihren Beitrag zur systematischen Botanik. 1990 erhielt sie eine Goldmedaille für ihre Blutblumen-Bilder auf der Royal Horticultural Society Exhibition in London. Die Arten Pelargonium ellaphieae E. M. Marais, Gasteria ellaphieae Van Jaarsveld und Tylecodon ellaphieae Van Jaarsveld wurden nach ihr benannt.